# Blâmont
Blâmont é uma comuna francesa na região administrativa de Grande Leste, no departamento de Meurthe-et-Moselle. Estende-se por uma área de 7,41 km². Em 2010 a comuna tinha 1 082 habitantes (densidade: 146 hab./km²).